# Megan Guinan
Megan Elizabeth Guinan (* in Jersey City, New Jersey) ist eine US-amerikanische Filmschauspielerin.

## Leben
Megan Guinan wurde in Jersey City geboren und zog als Teenager nach New York City. Sie studierte dort ab 2008 an der Fordham University englische Literatur. Ab 2009 wirkte sie in vier Episoden der Serie Gossip Girl mit. Es folgten weitere Film- und Serienauftritte. Ab 2015 spielte sie „Rachel Finch“ in der Krimiserie Limitless
Ab 2019 absolvierte sie ein Studium in Biopsychologie an der University of California, Santa Barbara.

## Filmografie
- 2009–2010: Gossip Girl (Fernsehserie, 4 Folgen)
- 2012: Not Waving But Drowning
- 2015: Love, Gina (Kurzfilm)
- 2015: Public Morals (Fernsehserie, 2 Folgen)
- 2015: Sleeping with Other People
- 2015–2016: Limitless (Fernsehserie, 10 Folgen)
- 2018: The Browsing Effect
- 2018: The Thinning: New World Order